# CCC-Film
CCC Film (în germană Central Cinema Company-Film GmbH) este o companie germană de producție de film fondată în 1946 de Artur Brauner. Un evreu polonez care a supraviețuit erei naziste fugind în Uniunea Sovietică. Interesul său principal a fost să facă filme despre epoca nazistă, dar după ce primul său astfel de film a eșuat la box office, făcându-l să intre în datorii, a început să producă filme de divertisment, al căror succes comercial i-a finanțat apoi filmele legate de Holocaust, dintre care unele au avut succes.
Cu peste 200 de filme produse, a devenit una dintre cele mai cunoscute companii de film din Germania.

## Istoric
Pe 16 septembrie 1946, Brauner a fondat CCC Film împreună cu Joseph Einstein, cumnatul său, un comerciant pe piața neagră din Berlinul postbelic, în sectorul american din Berlinul de Vest. Aveau bani, dar nu aveau licență de la autoritățile americane, fără de care era imposibil să produci ceva. Doar două luni mai târziu, Einstein a părăsit compania, iar Brauner a devenit acționar unic.
De la sfârșitul anilor 1950, CCC-Film a început să producă o serie de filme și drame istorice, printre ele unele inspirate de romanele lui Karl May, iar Brauner a adus regizori importanți din exil, cum ar fi Fritz Lang, Robert Siodmak, William Dieterle.
Pe la mijlocul anilor 1960 CCC-Film a revenit la filme populare de divertisment și a produs mai multe adaptări cinematografice ale romanelor lui Karl May ca Old Shatterhand și Prințul negru (ambele 1964), Comoara Aztecilor și continuarea sa Piramida zeului Soare (ambele 1965) și, în același an, Prin Kurdistanul sălbatic și continuarea sa În împărăția leului de argint, care l-a avut în distribuție pentru prima dată pe starul Lex Barker. Una dintre cele mai de succes serii de filme din Germania sa încheiat cu producția CCC-Film Winnetou în Valea Morții (1968).
În ciclul filmelor istorice a coprodus în 1968 al doilea peplum românesc, filmul Columna, regizat de Mircea Drăgan după scenariul lui Titus Popovici, adăugând distribuției românești câtiva actori occidentali precum actorul englez Richard Johnson și actorii italieni Antonella Lualdi, Amedeo Nazzari și Franco Interlenghi, ale căror voci au fost dublate în varianta românească de Mircea Albulescu, Valeria Gagealov, Geo Barton și Gheorghe Cozorici.
Un alt film coprodus în România de CCC-Film în 1968 este peplumul Bătălia pentru Roma, regizat de Robert Siodmak, Sergiu Nicolaescu (creditat pe genericul german: S. Nicolajescou) fiind regizor secund.  Scenariul se bazează pe romanul Ein Kampf um Rom scris de Felix Dahn în 1876. În distribuției sunt actori români cu roluri secundare importante: Florin Piersic, Emanoil Petruț, sau de mai mică importantă: Adela Mărculescu, Ion Dichiseanu, Fory Etterle, Mircea Anghelescu, dar și alți actori români cu roluri mai mici sau episodice care nu sunt creditați pe genericul original. Rolurile principale sunt jucate de actori occidentali, printre care legendarul Orson Wells, spre zenitul carierei sale. Brauner a ales România ca locație low cost - armata română a furnizând câteva mii de figuranți pentru film. Potrivit unei surse, producția a fost la acea vreme cel mai scump film german după cel de-al Doilea Război Mondial, estimată la 15 milioane de mărci vest-germane.  Cu toate acestea, Brauner însuși a evaluat costurile de producție la 8 milioane de mărci. Din cauza unei serii de probleme (depășiri de buget, garanții retrase, împuterniciri anulate), Brauner estimează că a pierdut 4 milioane de mărci în proiect.
Spațiul de producție cinematografică de mare întindere din Berlinul de Vest fiind din ce în ce mai puțin solicitat în decursul anilor '60, personalul său este redus de la peste 200, în anii '50, la 85, Brauner închide studiourile de filmare și concediază angajații rămași în septembrie 1970, ulterior Brauner limitându-se la coproducții mai puțin comerciale dar care primesc o bună apreciere a criticii, ca dovadă câteva fiind premiate sau nominalizate pentru premii la marile festivaluri, cum ar fi:
- Grădinile familiei Finzi Contini (Il Giardino dei Finzi-Contini), regizat de Vittorio De Sica, care a câștigat Premiul Oscar pentru cel mai bun film străin și Ursul de Aur la Festivalul de la Berlin din 1971;

- Hanussen, regizat de István Szabó, a primit o nominalizare la Premiul Oscar pentru cel mai bun film străin și a fost prezentat la Festivalul de Film de la Cannes din 1988;

- Europa Europa, regizat de Agnieszka Holland, a câștigat Globul de Aur pentru cel mai bun film străin și a primit o nominalizare la Premiul Oscar pentru cel mai bun scenariu adaptat în 1992.

În 2009, Brauner a donat 21 dintre filmele sale legate de Holocaust către Yad Vashem, și, în onoarea sa, centrul de cercetare media al Yad Vashem îi poartă numele.

## Filmografie
- 1947 Herzkönig, regia Helmut Weiss
- 1948 Morituri, regia Eugen York
- 1949 Fete după gratii (Mädchen hinter Gittern), regia Alfred Braun
- 1949 Man spielt nicht mit der Liebe, r  egia Hans Deppe
- 1949 Cinci suspecți (Fünf unter Verdacht), regia regia Kurt Hoffmann

- 1950 Epilog – Das Geheimnis der Orplid, regia Helmut Käutner
- 1950 Maharadscha wider Willen, regia Ákos von Ráthonyi
- 1951 Unschuld in tausend Nöten, regia Carl Boese
- 1951 Sündige Grenze, regia R. A. Stemmle
- 1951 Ochi negri (Schwarze Augen), regia Géza von Bolváry
- 1952 Der keusche Lebemann, regia Carl Boese
- 1952 Urmele duc la Berlin (Die Spur führt nach Berlin), regia František Čáp
- 1953 Die Privatsekretärin, regia Paul Martin
- 1954 Răpirea sabinelor (Raub der Sabinerinnen), regia Kurt Hoffmann
- 1955 Steaua din Rio (Stern von Rio), regia Kurt Neumann
- 1955 Dragoste fără iluzii (Liebe ohne Illusion), regia Erich Engel
- 1955 Der 20. Juli, regia Falk Harnack
- 1955 Șobolanii (Die Ratten), regia Robert Siodmak
- 1956 Tatăl meu, actorul (Mein Vater, der Schauspieler), regia Robert Siodmak
- 1956 Studentin Helene Willfüer, regia Rudolf Jugert
- 1956 Înainte de apus (Vor Sonnenuntergang), regia Gottfried Reinhardt
- 1958 Fete în uniformă (Mädchen in Uniform), regia Géza von Radványi
- 1959 Heidelbergul de altădată (Alt Heidelberg), regia Ernst Marischka
- 1959 Tu ești minunată (Du bist wunderbar), regia Paul Martin

- 1960 Cei 1000 de ochi ai Dr. Mabuse (Die 1000 Augen des Dr. Mabuse), regia Fritz Lang
- 1961 Întoarcerea doctorului Mabuse (Im Stahlnetz des Dr. Mabuse), regia Harald Reinl
- 1961 Roata vieții (Das Riesenrad)r, regia Géza von Radványi
- 1962 Cartea de la San Michele (Axel Munthe – Der Arzt von San Michele), regia Rudolf Jugert, Giorgio Capitani
- 1962 Testamentul doctorului Mabuse (Das Testament des Dr. Mabuse), regia Werner Klingler
- 1964 Freddy și cîntecul preriei (Freddy und das Lied der Prärie), regia Sobey Martin
- 1964 Razele morții ale doctorului Mabuse (Die Todesstrahlen des Dr. Mabuse), regia Hugo Fregonese
- 1964 Prințul negru (Der Schut), regia Robert Siodmak
- 1964 Old Shatterhand, regia Hugo Fregonese
- 1965 Genghis-han (Genghis Khan), regia Henry Levin
- 1965 Comoara Aztecilor (Der Schatz der Azteken), regia Robert Siodmak
- 1965 Piramida zeului Soare (Die Pyramide des Sonnengottes), regia Robert Siodmak
- 1965 În împărăția leului de argint (Im Reich des silbernen Löwen / El ataque de los kurdos), regia Franz Josef Gottlieb
- 1965 Prin Kurdistanul sălbatic (Durchs wilde Kurdistan), regia Franz Josef Gottlieb
- 1966 Picioare lungi, degete lungi (Lange Beine - lange Finger), regia Alfred Vohrer
- 1967 Vremuri minunate la... Spessart (Herrliche Zeiten im Spessart), regia Kurt Hoffmann
- 1968 Bătălia pentru Roma (Kampf um Rom), regia Robert Siodmak și Sergiu Nicolaescu
- 1968 Columna, regia Mircea Drăgan
- 1968 Winnetou în Valea Morții (Winnetou und Shatterhand im Tal der Toten), regia Harald Reinl

- 1970 Grădinile familiei Finzi Contini (Il Giardino dei Finzi-Contini), regia Vittorio De Sica

- 1988 Hanussen (film), regia István Szabó

- 1990 Europa Europa, regia Agnieszka Holland